# Kay Hansen
Kaylyn Susan Hansen (Fullerton, 14 de agosto de 1999) é uma lutadora americana de artes marciais mistas, atualmente competindo no peso palha do Ultimate Fighting Championship.

## Início
Hansen era jogadora de softball, mas após ver Ronda Rousey derrotar Bethe Correia no UFC 190, ela decidiu que queria começar a treinar MMA.

## Carreira no MMA

### Ultimate Fighting Championship
Hansen fez sua estreia no UFC em 27 de junho de 2020 contra Jinh Yu Frey no UFC Fight Night: Poirier vs. Hooker. Ela venceu por finalização no terceiro round.

## Cartel no MMA
| Cartel no MMA   |            |            |
| 12 lutas        | 7 vitórias | 5 derrotas |
| Por nocaute     | 2          | 1          |
| Por finalização | 4          | 0          |
| Por decisão     | 1          | 4          |

| Res.    | Cartel | Oponente             | Método                        | Evento                                | Data       | Round | Tempo | Local                 | Notas                  |
| ------- | ------ | -------------------- | ----------------------------- | ------------------------------------- | ---------- | ----- | ----- | --------------------- | ---------------------- |
| Derrota | 7-5    | Jasmine Jasudavicius | Decisão (unânime)             | UFC 270: Ngannou vs. Gane             | 22/01/2022 | 3     | 5:00  | Anaheim, Califórnia   |                        |
| Derrota | 7-4    | Cory McKenna         | Decisão (unânime)             | UFC Fight Night: Felder vs. dos Anjos | 14/11/2020 | 3     | 5:00  | Las Vegas, Nevada     |                        |
| Vitória | 7–3    | Jinh Yu Frey         | Finalização (chave de braço)  | UFC Fight Night: Poirier vs. Hooker   | 27/06/2020 | 3     | 2:26  | Las Vegas, Nevada     | Performance da Noite.  |
| Vitória | 6–3    | Liana Pirosin        | Decisão (unânime)             | Invicta FC Phoenix Series 3           | 06/03/2020 | 3     | 5:00  | Kansas City, Kansas   |                        |
| Vitória | 5–3    | Nicole Caliari       | Finalização (guilhotina)      | Invicta FC 37: Gonzalez vs. Sanchez   | 04/10/2019 | 3     | 1:14  | Kansas City, Kansas   | Luta da Noite.         |
| Derrota | 4–3    | Magdaléna Šormová    | Decisão (dividida)            | Invicta FC Phoenix Series 1           | 03/05/2019 | 3     | 5:00  | Kansas City, Kansas   |                        |
| Vitória | 4–2    | Sharon Jacobson      | Finalização (chave de braço)  | Invicta FC 33: Frey vs. Grusander II  | 15/12/2018 | 3     | 4:43  | Kansas City, Missouri | Performance da Noite.  |
| Derrota | 3–2    | Erin Blanchfield     | Decisão (majoritária)         | Invicta FC 32: Spencer vs. Sorenson   | 16/11/2018 | 3     | 5:00  | Shawnee, Oklahoma     |                        |
| Vitória | 3–1    | Helen Peralta        | Nocaute técnico (cotoveladas) | Invicta FC 31: Jandiroba vs. Morandin | 01/09/2018 | 3     | 4:16  | Kansas City, Missouri |                        |
| Vitória | 2–1    | Gabby Romero         | Nocaute técnico (socos)       | CCW 7: Super Show                     | 29/07/2018 | 3     | 2:00  | Campo, California     |                        |
| Derrota | 1–1    | Kalyn Schwartz       | Nocaute técnico (socos)       | Invicta FC 28: Mizuki vs. Jandiroba   | 24/03/2018 | 2     | 4:27  | Salt Lake City, Utah  |                        |
| Vitória | 1–0    | Emilee Prince        | Finalização (chave de braço)  | Invicta FC 26: Maia vs. Niedzwiedz    | 08/12/2017 | 1     | 1:23  | Kansas City, Missouri | Estreia no Peso Palha. |